# Ulrich Dierkes
Ulrich Dierkes (* 1956 in Warburg) ist ein deutscher Mathematiker, der sich mit Geometrischer Analysis, nichtlinearen partiellen Differentialgleichungen und  Variationsrechnung befasst, speziell Minimalflächen.
Dierkes wurde 1984 bei Stefan Hildebrandt an der Universität Bonn promoviert (Singuläre Variationsprobleme und Hindernisprobleme). Danach forschte er am Centre for Mathematics and Its Applications (CMA) der Australian National University (1987/1988) und an einem Sonderforschungsbereich der Universität Bonn (1988). 1990 habilitierte er sich an der Universität des Saarlandes. Von 1991 bis 1995 war er mittels eines Heisenberg-Stipendiums an den Universitäten Bonn (wo er 1995/1996 als Dozent lehrte) und Stanford. Seit 1996 ist er Professor an der Universität Duisburg-Essen. Mit Stefan Hildebrandt ist er Autor einer mehrbändigen Monographie über Minimalflächen in der Reihe Grundlehren der mathematischen Wissenschaften.
1996 war er eingeladener Sprecher auf dem Europäischen Mathematikerkongress in Budapest.

## Schriften
- mit Stefan Hildebrandt, Albrecht Küster, Ortwin Wohlrab: Minimal Surfaces. 2 Bände, Grundlehren der mathematischen Wissenschaften, Springer, 1992

Überarbeitete Neuauflagen davon sind:
- - mit Stefan Hildebrandt, Anthony Tromba: Regularity of Minimal Surfaces, Grundlehren der mathematischen Wissenschaften, Springer 2010
  - mit Stefan Hildebrandt, Anthony Tromba: Global analysis of minimal surfaces, Grundlehren der mathematischen Wissenschaften, Springer Verlag 2010